# Hkun Law
Cette page contient des caractères spéciaux ou non latins. S’ils s’affichent mal (▯, ?, etc.), consultez la page d’aide Unicode.
Hkun Law (birman ခွန်လော, kʰʊ̀ɴ lɔ́ ; 1274 –1311) fut le deuxième souverain du Royaume d'Hanthawaddy, en Basse-Birmanie, de février 1307 à mars 1311. Né à Thaton, il succéda sur le trône à son frère Wareru, qui avait été assassiné. Comme lui, Hkun Law était la fois d'ascendance shane et mône.
Son royaume était nominalement vassal des thaïs du royaume de Sukhothaï, dans l'est, mais la vallée de la Sittang subit des raids d'un autre royaume thaï, le Lanna (centré sur l'actuelle Chiang Mai).  Son frère Yan Maw La Mon, gouverneur de Donwun, fut tué dans une attaque du Lanna contre cette ville. Au moment où il se préparait à se défendre contre ces raids, Hkun Law fut assassiné près de Moulmein par son beau-frère Min Bala, qui plaça son fils Saw O sur le trône.
Un fils de Hkun Law né en 1307, Binnya E Law, fut le septième roi d'Hanthawaddy de 1331 à 1348, et sa fille Sanda Min Hla joua de 1324 à 1348 un rôle prépondérant à la cour.